# Parafuchsin
Parafuchsin ist eine chemische Verbindung. Es kommt im handelsüblichen, roten Triphenylmethanfarbstoff Fuchsin vor, der in Ethanol gelöst in der Mikroskopie und Histologie zum Färben verwendet wird. Parafuchsin und Fuchsin unterscheiden sich in einer Methylgruppe und sind damit homolog.

## Gewinnung und Darstellung
Parafuchsin entsteht bei der Darstellung von Fuchsin als Verunreinigung. Dabei wird Fuchsin durch Reaktion von 4-Aminobenzaldehyd, 4-Aminobenzylalkohol oder 4,4′-Diaminodiphenylmethan mit Anilin in Gegenwart von Oxidationsmitteln und Eisen(II)-chlorid hergestellt.

## Eigenschaften
Das Hydrochlorid von Parafuchsin liegt als mesomeriestabilisiertes Kation vor, mit den Eigenschaften eines kationischen Farbstoffs. Dies begründet die intensive Farbigkeit des handelsüblichen Fuchsins (verunreinigt mit Parafuchsin). Alkoholische Fuchsin-Lösungen besitzen eine anomale Dispersion.

## Regulierung
Seit November 2020 ist das Hydrochlorid (CAS 569-61-9) in der Europäischen Union wegen seines krebserregenden Potentials über REACH Anhang XVII  auf eine Konzentration von 50 mg/kg in einem homogenen Material begrenzt.
Über den Safe Drinking Water and Toxic Enforcement Act of 1986 besteht in Kalifornien seit 1. Juli 1989 eine Kennzeichnungspflicht, wenn Parafuchsin-Monohydrochlorid in einem Produkt enthalten ist.

## Externe Links zu erwähnten Verbindungen
1. ↑  Externe Identifikatoren von bzw. Datenbank-Links zu Parafuchsin-Hydrochlorid:  CAS-Nr.: 569-61-9, EG-Nr.: 209-321-2, ECHA-InfoCard: 100.008.475, GESTIS: 105310, PubChem: 11292, ChemSpider: 10818, Wikidata: Q27890208.